# Monnaie royale de Belgique
La Monnaie Royale de Belgique (in francese) o Koninklijke Munt van België (KMR) (in olandese) è la zecca del Belgio.
L'istituto conia tutte le monete ufficiali belghe. Fino al 1969 la Monnaie Royale de Belgique (Zecca Reale del Belgio) aveva il nome di  Hôtel des Monnaies. Tutte le monete coniate dalla zecca sono distribuite attraverso la Banque nationale de Belgique (Banca Nazionale del Belgio).
Essendo una azienda di Stato, la zecca dipende amministrativamente dall'Amministrazione del Tesoro, che è essa stessa soggetto all'autorità del ministro delle Finanze.
Le aree di attività della zecca sono le seguenti:
- la coniazione delle monete belghe destinate alla circolazione e alla collezione
- la coniazione di monete per altri Stati
- la coniazione di medaglie

La Zecca Reale del Belgio si trova a Bruxelles, tra la Stazione di Bruxelles Centrale e la Stazione di Bruxelles-Nord, vicino alla Torre delle Finanze.

## Fine
Il 23 ottobre 2017, la Zecca Reale del Belgio ha coniato le sue ultime monete; per il bene dell'economia, il governo belga ha deciso di affidare la produzione ad un subappaltatore privato.